# Crângu (okręg Konstanca)
Crângu – wieś w Rumunii, w okręgu Konstanca, w gminie Ion Corvin. W 2011 roku liczyła 121 mieszkańców.